# Langstaartspotlijster
De Langstaartspotlijster (Mimus longicaudatus) is een vogelsoort uit de familie mimidae die voorkomt in het westen van Ecuador en Peru.
De soort telt vier ondersoorten:
- M. l. platensis: La Plata (nabij westelijk Ecuador).
- M. l. albogriseus: zuidwestelijk Ecuador.
- M. l. longicaudatus: westelijk Peru.
- M. l. maranonicus: het noordelijke deel van Centraal-Peru.